# Reterre
Reterre település Franciaországban, Creuse megyében. Lakosainak száma 262 fő (2022. január 1.). Reterre Arfeuille-Châtain, Fontanières, Rougnat, Sannat és Saint-Julien-la-Genête községekkel határos.

## Népesség
A település népessége az elmúlt években az alábbi módon változott:
| Lakosok száma | 476  | 380  | 365  | 307  | 294  | 286  | 291  | 276  | 269  | 262  |
|               | 1968 | 1982 | 1990 | 2006 | 2013 | 2015 | 2017 | 2019 | 2020 | 2022 |